# United States Sixth Fleet
La Sesta Flotta degli Stati Uniti, in inglese United States Sixth Fleet, è una flotta della United States Navy stanziata principalmente nel Mar Mediterraneo, ma operativa anche nell'Atlantico occidentale, nei mari circostanti l'Africa (nell'Oceano Indiano fino all'altezza del Kenya) e nei mari del Nord Europa.
La base della Sesta Flotta è la Naval Support Activity Naples di Napoli, dove si trova anche il Comando della United States Naval Forces Europe, da cui dipende. La base è situata a fianco dell'aeroporto di Napoli-Capodichino.

## Storia
La U.S. Navy è presente nel Mediterraneo fin dalla prima metà dell'Ottocento, quando alcune navi statunitensi presero parte alle guerre barbaresche contro navi pirata degli Stati barbareschi del Nord Africa, in particolare della Libia.
Durante la seconda guerra mondiale la Marina americana ha agito congiuntamente alla Royal Navy britannica per contrastare la presenza di navi della Regia Marina, in preparazione dello sbarco in Sicilia. Dal 1946 le unità navali USA nel Mediterraneo furono riunite sotto il comando della "Sixth Task Fleet", che dal 1950 cambiò nome in "Sixth Fleet".
Con lo svilupparsi della guerra fredda il teatro del Mediterraneo acquisì grande importanza poiché, secondo il viceammiraglio Forrest Sherman, gli Stati Uniti, nel caso dell'apertura delle ostilità con l'URSS, avrebbero contrattaccato nel Mediterraneo, giudicando, nel 1947, la situazione nell'Europa continentale troppo favorevole all'ex-alleato.
L'impegno navale statunitense si sviluppò gradualmente, con la visita della portaerei USS Roosevelt nel settembre 1947, seguito dall'annuncio, lo stesso mese, della formazione di una forza navale permanente nel Mediterraneo fino all'ufficiale formazione della Sixth Task Fleet nel 1948.

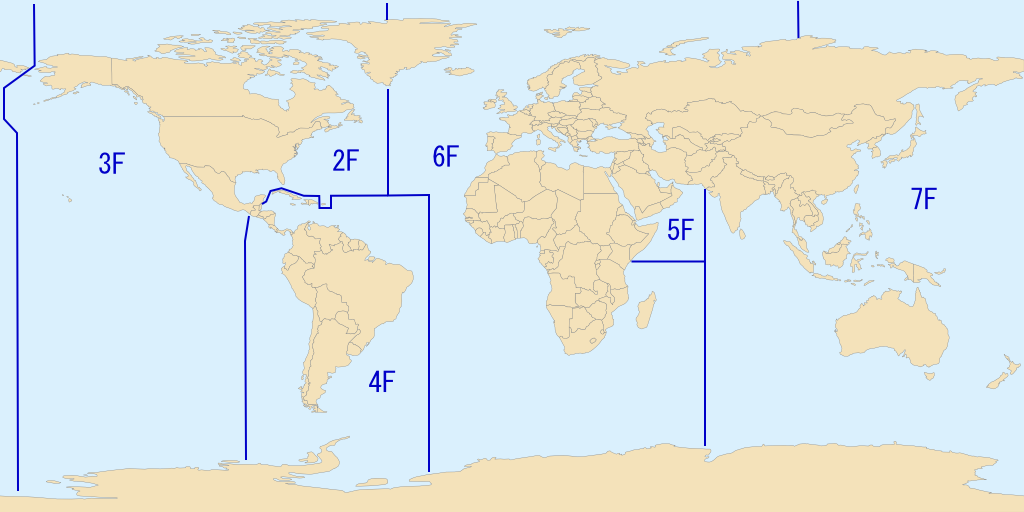
Aree operative della US Navy, 2009.

Fino al 2004 la Sesta flotta era basata a Gaeta (LT) ed era comandata da un viceammiraglio. Da quell'anno il personale della Sesta flotta è passato sotto il comando della United States Naval Forces Europe, fino ad allora con sede a Londra ma poi spostato a Napoli. Le due strutture operano oggi come una singola unità, comandata da un ammiraglio a quattro stelle responsabile anche dell'unità Naval Forces Africa. Il comando operativo della Sesta Flotta è affidato a un Ammiraglio a tre stelle.
La nave portabandiera della Sesta Flotta è la USS Mount Whitney, con base nel porto di Gaeta. È l'unica nave permanentemente assegnata alla Sesta Flotta, le altre sono soggette, dopo un periodo di servizio, a spostamenti verso altri impieghi.
Ogni unità della US Navy che entra nel Mediterraneo entra a far parte della Sesta Flotta dal punto di vista operativo. Nel 2003 essa comprendeva 40 navi, 175 velivoli (aerei ed elicotteri) e circa 21.000 militari e civili (ufficiali, sottufficiali, marinai, aviatori, personale tecnico e amministrativo). In quell'anno erano presenti due superportaerei con i relativi gruppi navali di supporto, ma normalmente ne è presente solo una. Nel 2013 è assegnata alla Sesta flotta la portaerei USS John C. Stennis (CVN-74) della classe Nimitz.

## Comandanti della Sesta Flotta degli Stati Uniti[3]
1. Viceammiraglio Bernhard H. Bieri (giugno 1946 - luglio 1948)
2. Viceammiraglio Forrest P. Sherman (2 luglio 1948 - novembre 1949)
3. Viceammiraglio John J. Ballentine (14 novembre 1949 - marzo 1951)
4. Viceammiraglio Matthias B. Gardner (19 marzo 1951 - maggio 1952)
5. Viceammiraglio John H. Cassady (27 maggio 1952 - marzo 1954)
6. Viceammiraglio Thomas S. Combs (6 marzo 1954 - marzo 1955)
7. Viceammiraglio Ralph A Ofstie (25 marzo 1954 - aprile 1956)
8. Viceammiraglio Harry D. Felt (aprile 1956 - aprile 1956)
9. Viceammiraglio Charles R. Brown (4 agosto 1956 - settembre 1958)
10. Viceammiraglio Clarence E. Ekstrom (30 settembre 1958 - settembre 1959)
11. Viceammiraglio George W. Anderson, Jr. (14 settembre 1959 - luglio 1961)
12. Viceammiraglio David L. McDonald (13 luglio 1961 - marzo 1963)
13. Viceammiraglio William E. Gentner, Jr. (18 marzo 1963 - giugno 1964)
14. Viceammiraglio William E. Ellis (2 giugno 1964 - maggio 1966)
15. Viceammiraglio Frederick L. Ashworth (9 maggio 1966 - aprile 1967)
16. Viceammiraglio William I. Martin (aprile 1967 - agosto 1968)
17. Viceammiraglio David C. Richardson (agosto 1968 - agosto 1970)
18. Viceammiraglio Issac C. Kidd, Jr. (agosto 1970 - ottobre 1971)
19. Viceammiraglio Gerald E. Miller (ottobre 1971 - giugno 1973)
20. Viceammiraglio Daniel J. Murphy (giugno 1973 - settembre 1974)
21. Viceammiraglio C. Frederick C. Turner (settembre 1974 - agosto 1976)
22. Viceammiraglio Harry D. Train II (agosto 1976 - settembre 1978)
23. Viceammiraglio James D. Watkins (settembre 1978 - luglio 1979)
24. Viceammiraglio William N. Small (luglio 1979 - giugno 1981)
25. Viceammiraglio William H. Rowden (giugno 1981 - luglio 1983)
26. Viceammiraglio Edward H. Martin (luglio 1983 - febbraio 1985)
27. Viceammiraglio Frank B. Kelso II (febbraio 1985 - giugno 1986)
28. Viceammiraglio Kendall E. Moranville (giugno 1986 - agosto 1988)
29. Viceammiraglio James D. Williams (agosto 1988 - novembre 1990)
30. Viceammiraglio William A. Owens (novembre 1990 - luglio 1992)
31. Viceammiraglio Thomas J. Lopez (luglio 1992 - dicembre 1993)
32. Viceammiraglio Joseph W. Prueher (dicembre 1993 - aprile 1995)
33. Viceammiraglio Donald L. Pilling (aprile 1995 - luglio 1996)
34. Viceammiraglio Charles S. Abbot (luglio 1996 - luglio 1998)
35. Viceammiraglio Daniel J. Murphy, Jr. (luglio 1998 - settembre 2000)
36. Viceammiraglio Gregory G. Johnson (settembre 2000 - ottobre 2001)
37. Viceammiraglio Scott A. Fry (ottobre 2001 - novembre 2003)
38. Viceammiraglio Henry G. Ulrich III (novembre 2003 - giugno 2005)
39. Viceammiraglio John D. Stufflebeem (giugno 2005 - settembre 2007)
40. Viceammiraglio James A. Winnefeld Jr. (settembre 2007 - agosto 2008)
41. Viceammiraglio Bruce W. Clingan (agosto 2008 - novembre 2009)
42. Viceammiraglio Harry B. Harris Jr.[4] (novembre 2009 - ottobre 2011)
43. Viceammiraglio Frank Craig Pandolfe[4] (3 ottobre 2011 - ottobre 2013)
44. Viceammiraglio Philip S. Davidson (11 ottobre 2013 - dicembre 2014)
45. Viceammiraglio James G. Foggo III (dicembre 2014 - ottobre 2016)
46. Viceammiraglio Christopher W. Grady (ottobre 2016 - marzo 2018)
47. Viceammiraglio Lisa M. Franchetti[5](1º marzo 2018 - 6 maggio 2020)
48. Viceammiraglio Eugene H. Black III[6] (luglio 2020 - in carica)